# 존 리어던
존 리어던(John Reardon, 1975년 7월 30일 ~ )은 캐나다의 배우이다.

## 출연 작품

### 영화
- 파이널 딥라이징 (2004)
- 화이트 칙스 (2004) - 히스 역
- Severed (2005) - 그레그 역
- 무서운 영화 4 (2006)
- Valentine Carol (2007) - 맷 역
- Blue Smoke (2007)
- 메이크 해픈 (2008) - 조엘 역
- Son of the Dragon (2008)
- 트론: 새로운 시작 (2010)
- 타임트랩 워 (2012, The Philadelphia Experiment) - 칼 리드 보안관보 역

### 텔레비전
- 트루 콜링 (2004)
- 네버다이 제인 (2007, Painkiller Jane)
- 컨티넘 (2012-14)